# Diana Matheson
Diana Beverly Matheson (* 6. April 1984 in Mississauga) ist eine kanadische ehemalige Fußballspielerin. Die Mittelfeldspielerin war 2018 bis 2021 beim Utah Royals FC und von 2004 bis 2020 in der kanadischen Nationalmannschaft aktiv.

## Karriere
Ihr erstes A-Länderspiel machte sie mit 18 Jahren am 18. März 2003 beim 0:1 gegen Norwegen beim Algarve-Cup. Mit der kanadischen Fußballnationalmannschaft belegte sie bei der Fußball-Weltmeisterschaft 2003 den vierten Platz.  2007 schied sie mit Kanada in der Vorrunde der WM aus. Bei den Olympischen Sommerspielen 2008 kam sie mit ihrer Mannschaft bis ins Viertelfinale. Dort verloren sie in der Verlängerung mit 1:2 gegen den späteren Turniersieger Vereinigte Staaten. Größter Erfolg war der Gewinn des CONCACAF Women’s Gold Cup 2010. Am 15. September 2010 machte sie als sechste kanadische Spielerin ihr 100. Länderspiel, am 21. Januar 2011 stand sie als vierte kanadische Spielerin zum 100. Mal in der Startaufstellung.
Sie war mit 1,54 m die kleinste Spielerin des kanadischen Kaders für die WM und wurde im Eröffnungsspiel gegen Deutschland eingesetzt. Auch in den beiden anderen Spielen wurde sie eingesetzt und gehörte noch zu den besseren kanadischen Spielerinnen, die aber insgesamt enttäuschten und ohne Punktgewinn ausschieden.
Für die Olympischen Spiele 2012 wurde sie ebenfalls nominiert. Sie kam in allen sechs Spielen zum Einsatz und erzielte im Spiel um Platz 3 gegen Frankreich in der Nachspielzeit den 1:0-Siegtreffer.
In der Saison 2013 spielt sie in der neugegründeten National Women’s Soccer League, der höchsten amerikanischen Profiliga im Frauenfußball für Washington Spirit.
Am 7. April 2013 machte sie einen Tag nach ihrem 29. Geburtstag ihr 150. Länderspiel, das aber gegen England durch ein Tor in der zweiten Minute der Nachspielzeit mit 0:1 verloren wurde.
2015 wurde sie in den Kader für die Weltmeisterschaft im eigenen Land berufen, wo sie aber nur im Viertelfinale gegen England, das mit 1:2 verloren wurde, zu einem Kurzeinsatz eingewechselt wurde. Im Dezember 2015 nahm sie dann mit der A-Nationalmannschaft am Viernationenturnier in Brasilien teil, bei dem Kanada den zweiten Platz belegte. Sie gehörte auch zum Kader für das Qualifikationsturnier für die Olympischen Sommerspiele 2016, bei dem sich Kanada für die Olympischen Spiele qualifizierte. Sie kam in allen Spielen zum Einsatz, stand dabei aber nur dreimal in der Startelf. Beim 6:0 gegen Trinidad & Tobago erzielte sie ebenso wie zwei Monate zuvor beim Vier-Nationen-Turnier das erste Tor. Das Kanadische Team konnte das Ergebnis von London wiederholen und sicherte sich im Spiel um Platz drei gegen den Gastgeber Brasilien erneut die Bronzemedaille.
Am 14. Oktober 2018 machte sie im Halbfinale des CONCACAF Women’s Gold Cup 2018 als zweite Kanadierin ihr 200. Länderspiel, zog mit ihrer Mannschaft durch ein 7:0 gegen Panama ins Finale ein und qualifizierte sich damit auch für die WM 2019. Für die WM konnte sie verletzungsbedingt nicht berücksichtigt werden. Im Februar 2020 wurde sie für das Tournoi de France nominiert. Dort wurde sie dreimal eingewechselt und erzielte ein Tor.
Am 7. Juli 2021 gab sie ihr Karriereende bekannt.

## Erfolge
- Zypern-Cup: Siegerin 2008, 2010, 2011
- CONCACAF Women’s Gold Cup: Siegerin 2010, Zweite 2006
- Panamerikanische Spiele 2011: Goldmedaille
- Norwegische Meisterin: 2012
- Olympische Spiele: Bronzemedaille 2012 und 2016
- Algarve-Cup-Siegerin 2016